# Nguyễn Công Trứ
 (avril 2015).
Si vous disposez d'ouvrages ou d'articles de référence ou si vous connaissez des sites web de qualité traitant du thème abordé ici, merci de compléter l'article en donnant les références utiles à sa vérifiabilité et en les liant à la section « Notes et références ».
Nguyễn Công Trứ (1778–1858), est un militaire, un poète et un grand mandarin vietnamien du début du XIXe siècle. 
Né en 1778 dans le village de Uy Vien (province de Ha Tinh), Nguyễn Công Trứ est reçu bachelier en  1813 et premier lauréat des licenciés en 1819, ce qui lui permet d'entamer une carrière de mandarin dans l'administration de Minh Mang, le successeur de Gia Long. 
Les révoltes de Le Duy Luong (1826) et Phan Ba Vanh (1827) lui permettent de mettre ses talents de stratège au service de Minh Mang qui, pour le récompenser de ses victoires, le hisse au rang de vice-ministre (2e grade). En 1828 il est nommé Doan Dien Su (Délégué royal au Service de défrichement des terres) au Nord-Vietnam, et lance de grands travaux pour dessaler la terre et irriguer les rizières dans les provinces de Nam Dinh, Quang Yen, Thai Binh, Ninh Binh. 
Sa rapide ascension est cependant interrompue par un scandale de pot-de-vin : Nguyễn Công Trứ est alors dégradé au rang de chef de district (7e grade). Sa carrière connaît ensuite des hauts et des bas, liés à sa personnalité indépendante, indispensable en cas de crise mais souvent mal perçue par les monarques vietnamiens, qui le jalousent. Nguyễn Công Trứ devient ministre après avoir réprimé la révolte de Nung Van Van, puis il est redégradé en 1843, au rang de simple soldat. 
Parallèlement à sa carrière d'administrateur, Nguyễn Công Trứ est connu pour son œuvre poétique et ses poèmes-chants (ca su) dans lesquels il loue les vertus du ke si (type de l'honnête homme confucéen) où l'on peut retrouver l'influence ésotérique du Yi King.